# Gonzalo Serrano
Gonzalo Serrano Rodríguez (* 17. srpna 1994) je španělský profesionální silniční cyklista jezdící za UCI WorldTeam Movistar Team.

## Kariéra
Poté, co byl závod Tour of Britain 2022 předčasně zrušen po 5. etapě kvůli úmrtí britské královny Alžběty II., byl Serrano, v ten moment průběžný lídr závodu, prohlášen celkovým vítězem závodu s náskokem 3 sekund na druhého Toma Pidcocka.

## Hlavní výsledky
2016
Národní šampionát
2. místo časovka do 23 let
2018
6. místo Clássica da Arrábida
2019
Kolem Turecka
8. místo celkově
8. místo Clássica da Arrábida
2020
Volta a la Comunitat Valenciana
 vítěz vrchařské soutěže
Vuelta a Andalucía
vítěz 2. etapy
6. místo La Drôme Classic
10. místo Trofeo Matteotti
Vuelta a España
 cena bojovnosti po 2. etapě
2021
Vuelta a Andalucía
vítěz 2. etapy
3. místo Vuelta a Murcia
Národní šampionát
4. místo silniční závod
7. místo Prueba Villafranca de Ordizia
8. místo Trofeo Serra de Tramuntana
2022
Tour of Britain
 celkový vítěz
vítěz 4. etapy
3. místo Grand Prix de Wallonie
2023
vítěz Grand Prix de Wallonie
9. místo Trofeo Andratx – Mirador d'Es Colomer
10. místo Circuito de Getxo

### Výsledky na Grand Tours
| Grand Tour      | 2019 | 2020 |
| --------------- | ---- | ---- |
| Giro d'Italia   | —    | —    |
| Tour de France  | —    | —    |
| Vuelta a España | 135  | 57   |

| —   | Nezúčastnil se |
| DNF | Nedokončil     |